# 阿德納 (科羅拉多州)
阿德納（英語：Adna）是位於美國科羅拉多州韋爾德縣的一個非建制地區。該地的面積和人口皆未知。

## 地理
阿德納的座標為40°20′22″N 104°49′42″W / 40.33944°N 104.82833°W，而該地的平均海拔高度為1439米（即4721英尺）。